# Pachychilon macedonicum
Pachychilon macedonicum är en fiskart som först beskrevs av Franz Steindachner 1892.  Pachychilon macedonicum ingår i släktet Pachychilon och familjen karpfiskar. IUCN kategoriserar arten globalt som otillräckligt studerad. Inga underarter finns listade i Catalogue of Life.